# MY.遊樂園
《MY.遊樂園》是臺灣女子團體BY2的第五張錄音室專輯和第六個音樂作品。於2013年8月30日開始預購，2013年9月18日發行，該專輯在台擁有超過兩萬張的高銷售量。
。
專輯名稱的「MY.遊樂園」是指「M」iko和「Y」umi的「遊樂園」。

## 曲目
| 曲序 | 曲名                            | 作詞                                                     | 作曲                                                     | 備註                                           |
| 01   | 沒理由 （页面存档备份，存于）   | Dr.Moon 張暢 唐冠元 By2                                  | Charlie Mason Alex Geringas ARIS, BUELENT KLIMPEL, BERND |                                                |
| 02   | 不哭了 （页面存档备份，存于）   | 吴剑泓 Mr Mars 王帅 吴振豪                               | 吴振豪                                                   |                                                |
| 03   | 傻呆呆 （页面存档备份，存于）   | 刘永辉                                                   | 刘永辉                                                   |                                                |
| 04   | 雙面妲己 （页面存档备份，存于） | 武婧                                                     | 任中强                                                   |                                                |
| 05   | 就這樣嗎 （页面存档备份，存于） | 林欣樂                                                   | 陳儀芬                                                   | 三立都會台週五華人電視劇《我租了一個情人》插曲 |
| 06   | 愛情來找碴                      | 崔惟楷                                                   | 赵倩                                                     | 三立都會台週五華人電視劇《我租了一個情人》插曲 |
| 07   | 閨蜜樂園                        | Dr.Moon                                                  | Skot Suyama（陶山）                                      |                                                |
| 08   | 夢想不能等待                    | 范逸敏                                                   | Dr.Moon                                                  |                                                |
| 09   | 藏不住                          | 廷廷（MP魔幻力量）                                       | 杨浩                                                     | 三立都會台平日九點華人電視劇《美味的想念》插曲 |
| 10   | Stereo                          | Charlie Mason Alex Geringas ARIS, BUELENT KLIMPEL, BERND | Charlie Mason Alex Geringas ARIS, BUELENT KLIMPEL, BERND |                                                |

## 專輯版本
- 《甜蜜惡魔版》預購贈送【獨享私密Post-card】
- 《追夢天使版》預購贈送【SUKI奇幻樂園領彩】
- 《正式版》

## 音樂錄影帶
| 歌名                            | 導演   | 首播      |
| ------------------------------- | ------ | --------- |
| 沒理由 （页面存档备份，存于）   | 賴偉康 |           |
| 不哭了 （页面存档备份，存于）   | 黃中平 |           |
| 傻呆呆 （页面存档备份，存于）   | 黃子然 |           |
| 就這樣嗎 （页面存档备份，存于） | 黄子然 |           |
| 雙面妲己 （页面存档备份，存于） |        | 2014/1/16 |

## 專輯總覽
| 第一張專輯 16未成年 | 第二張專輯 Twins | 第三張專輯 成人禮 | 第四張專輯 90'鬧Now | 第五個作品 2020愛你愛妳 寫真 + EP | '第五張專輯 MY.遊樂園' | 第六張專輯 Cat and Mouse |